# 長濱慎
長濱 慎（ながはま しん、1985年〈昭和60年〉9月6日 - ）は、日本の俳優、モデル。神奈川県出身。

## 略歴
かつてはBESIDE、オフィスジンギスに所属し、モデルとして活動していた。
2011年に『私のホストちゃん〜しちにんのホスト〜』でドラマデビュー。
2013年に「第1回美ジネスマン&美ジネスウーマンコンテスト」でグランプリを受賞し、オスカープロモーションに所属。
2014年6月から2015年2月まで『烈車戦隊トッキュウジャー』にて虹野明 / トッキュウ6号役としてレギュラー出演。
2018年9月30日付でオスカープロモーションを退社した。

## 人物
- 特技はストリートダンス・バスケットボール、趣味はサーフィン・ゴルフ[1]。
- 『トッキュウジャー』で共演した平牧仁は以前からの友人であったが、仕事をするのは初めてであり、演技に対する姿勢などに刺激を受けたという[3]。その他のメンバーは10歳前後離れており、同じ立場で仕事ができたのは貴重な経験であったと述べている[3]。
- 幼少期は「高速戦隊ターボレンジャー」、「五星戦隊ダイレンジャー」を観ていた。

## 出演

### テレビドラマ
- 私のホストちゃん〜しちにんのホスト〜（2011年10月5日 - 2012年3月28日、テレビ朝日） - 龍我 役
- 烈車戦隊トッキュウジャー 第17駅 - 終着駅（2014年6月22日 - 2015年2月15日、テレビ朝日） - 虹野明 / トッキュウ6号 / ザラム 役[7]
- 強靭ボディSEXYボディ シーズン3・シーズン4（2015年4月1日 - 9月30日、BSジャパン） - 堂島剛教官 役
- 水曜ミステリー9 金沢のコロンボ3（2016年8月17日、テレビ東京） - 佐々岡巧 役
- モブサイコ100（2018年1月19日 - 4月6日、テレビ東京） - 郷田武蔵 役[8]
- 爆上戦隊ブンブンジャー バクアゲ32（2024年10月6日、テレビ朝日） - 虹野明（トッキュウ6号） 役[9]

### 配信ドラマ
- フェイス -サイバー犯罪特捜班-（2017年7月11日 - 9月12日、Amazon Prime Video） - 西川俊樹 役
- 超能力シェアハウス Episode7・Episode8（2023年11月17日、Blinky） - ノビ 役

### テレビアニメ
- 戦国鳥獣戯画（KBCテレビ ほか）
  - 戦国鳥獣戯画～甲～ 第三話、第五話 - 第七話（2016年10月23日、11月6日 - 20日） - 伊達政宗 役[10]
  - 戦国鳥獣戯画～乙～ 第四話（2017年2月5日） - 馬場信房 役

### テレビ番組
- ホワッツニュー!（2015年10月3日 - 12月26日、テレビ埼玉） - メインMC

### 映画
- スーパー戦隊シリーズ（東映） - 虹野明 / トッキュウ6号 役
  - 烈車戦隊トッキュウジャー THE MOVIE ギャラクシーラインSOS（2014年7月19日）[7]
  - 烈車戦隊トッキュウジャーVSキョウリュウジャー THE MOVIE（2015年1月17日）
  - 手裏剣戦隊ニンニンジャーVSトッキュウジャー THE MOVIE 忍者・イン・ワンダーランド（2016年1月23日）
- ボクはボク、クジラはクジラで、泳いでいる。（2018年11月3日、キュリオスコープ） - 山口敏樹 役
- デリバリー（2019年6月29日、ホーネット） - 内海達也 役[11]
- 仮面ライダー 令和 ザ・ファースト・ジェネレーション（2019年12月21日、東映） - 教師ヒューマギア 役[12]
- ジャッカーズ 強奪者たち（2021年2月19日、ユーロライブ / 20日、三日月座 / 27日、大須シネマ / 28日、シアターセブンにて上映） - 主演・本庄明良 役[13]
  - ジャッカーズII 復讐者たち（2022年10月8日、シネマハウス大塚にて上映）
- Quiz Seventh Heaven（2022年12月11日、第10回八王子Short Film映画祭にて上映） - 主演・タナカ・カズトシ 役[14]
- ランサム（2023年7月21日、エクストリーム）[15]

### オリジナルビデオ
- ほんとにあった! 呪いのビデオ23（2007年3月2日、ブロードウェイ） - 元恋人 役
- ほんとうにあった怖い話 怨霊2「せんせい…」（2007年4月6日、ブロードウェイ） - ダンス教室生徒 役
- 恋愛の帝王-アルカポネ- - ケン 役
- 怪奇アンビリーバブル - 元恋人 役
- スーパー戦隊シリーズ（東映ビデオ）
  - 行って帰ってきた烈車戦隊トッキュウジャー 夢の超トッキュウ7号（2015年6月24日） - 虹野明 役
  - 動物戦隊ジュウオウジャー スーパー動物大戦（2016年9月14日） - トッキュウ6号の声 役

### 舞台
- ROUDOKUDANSHI～朗読☆男子～ 春の朗読週間（2013年4月10日 - 14日、笹塚ファクトリー） - 蜂須賀雅春 役
- 私のホストちゃん - 龍我 役
  - 私のホストちゃん（2013年10月25日 - 11月4日、青山劇場）
  - 「私のホストちゃん THE LAST LIVE in 豊洲PIT」～最後の同窓会もナメんなよ!～（2020年2月20日、チームスマイル 豊洲PIT）
- 演劇ユニット100点un・チョイス！ 第2回公演「ひまわり」（2015年7月31日、中目黒キンケロ・シアター）
- カレーライフ（2015年10月17日 - 25日、Zeppブルーシアター六本木 / 11月5日、熊本県立劇場 演劇ホール / 11月7日、森ノ宮ピロティホール） - サトル 役
- 俺たち賞金稼ぎ団（2015年12月9日、シアター1010） - 二条六郎 役[16]
- 平成時代劇 片肌☆倶利伽羅紋紋一座「ざ☆くりもん」二○一六年 新春三館同時本公演『花嫁道中』（2016年1月5日 - 11日、シアターグリーンBOX in BOX THEATER） - 吉之助 役
- D’TOT 6th Act「FRAG〜新撰組Symphony of Destruction〜」（2016年7月28日 - 31日、六行会ホール） - 主演・近藤勇 役[17]
- 水木英昭プロデュース『眠れぬ夜のホンキートンクブルース 第二章〜キセキ〜』（2016年8月31日 - 9月8日、紀伊國屋ホール / 9月13日　わくわくホリデーホール（札幌市民ホール） / 9月16日、名古屋市青少年文化センター アートピアホール / 9月18日・19日、西鉄ホール / 9月21日、JMSアステールプラザ中ホール / 9月23日・24日、新神戸オリエンタル劇場 / 9月27日・28日、イズミティ21 小ホール） - 悠斗 役[18]
- SFF Vol.3「3D欲求」（2017年3月31日 - 4月2日、小劇場B1） - タツヤ 役（鮎川太陽とダブルキャスト出演）[19]
- NAPPOS PRODUCE「スキップ」（2017年4月26日 - 5月5日、サンシャイン劇場） - 大滝 / 山尾 役[20]
- 東京カンカンブラザーズ&プレイユニットA→XYZ コラボ公演 プレイユニットA→XYZ第3回公演『200億の客船』（2018年1月17日 - 21日、吉祥寺シアター） - 日向洋 役[21]
- ひいらぎ白鷺偏（2018年9月4日 - 8日、武蔵野芸能劇場 小劇場） - 吾市 役
- サステナクリエーションファミリー vol.5『SINGULAR－シンギュラ－』（2019年2月14日 - 17日、全労済ホール／スペース・ゼロ） - ブラッド 役
- 神保町花月5月本公演「戦え！特オタ中年隊」（2019年5月24日、神保町花月）
- 劇団マカリスター
  - 劇団マカリスター第七回公演「かかりがかり」（2020年2月14日 - 17日、下北沢シアター711） - 主演・豪海斗 役（野呂佳代とダブル主演）[22]
  - 劇団マカリスター第8回公演「ヌシのハラ」（2022年6月1日 - 5日、下北沢 駅前劇場） - キタミ 役[23][24]
- ワーサルシアター提携公演 平熱43度 -Relation- vol.4『アシュラ-ASHURA-』 「羅」チーム（2020年3月25日 - 29日、ワーサルシアター） - 伊丸岡哲夫 / 北園透馬 役
- 三栄町 LIVE × E-Stage Topia × ミネルヴァエージェンシー 提携公演『MECHABETH』（2020年7月4日 - 9日、渋谷伝承ホール） - 主演・真久部昴 役[25]
- シアターブラッツ提携公演『RANPO chronicle 彼岸商店』（2020年9月18日 - 20日、シアターブラッツ）
  - トライアル公演（9月18日）
  - 「人間椅子」（9月19日）
  - 「幽霊」（9月20日）
- ALPHA Entertainment × E-StageTopia プロデュース新春公演『サクラニオドレ』（2021年1月6日 - 10日、伝承ホール） - 主演・赤松剣次郎 役（黒木文貴とダブル主演）[26]
- VR演劇 RANPO chronicle 【音楽劇 押絵と旅する男】（2021年2月11日、TUFF STUFF オンラインショップ）
- 『RANPO chronicle 妄想博覧会』 「日記帳」（2021年3月19日・20日、YouTube Live RANPO chronicle CHANNELにて無観客無料LIVE配信） - 北川 役
- 演劇ユニット☆宇宙食堂
  - 演劇ユニット☆宇宙食堂 オリジナルメニュー#11「『スペースデブリっ娘』～2076年、キミとボクの愛は、この広い宇宙を救えるか～」（2021年4月22日 - 26日、吉祥寺シアター） - 主演・松原悟朗 役（上田操とダブル主演）[27]
  - 演劇ユニット☆宇宙食堂 オリジナルメニュー#12「『ギャラクシー神楽』～2078年、宇宙のどこかにいるキミに贈るボクの小さな想い～」（2023年1月7日 - 9日、吉祥寺シアター） - 飫肥大晴 役[28]
- ガスマスクの伊藤さん。2 「高畠紫乃」編（2021年6月9日 - 13日、六行会ホール） - 主演・天野国生 役（田口華とダブル主演）
- RANPO chronicle 妄想博覧会～カフェ・ド・ミラージュ～（2021年11月25日 - 28日、シアターブラッツ）
- E-Stage Topiaプロデュース新春公演『東京卍メロス』（2022年1月13日 - 18日、中野 ザ・ポケット） - 主演・米良進 役[29]
- ALPHA Entertainment × E-Stage Topia プロデュース公演 vol.2『ヨツバニオドレ』（2022年5月6日 - 9日、渋谷 伝承ホール） - 主演・赤松剣次郎 役（加藤健とダブル主演）
- E-Stage Topia プロデュース『夜光星-ヒバナニマツワルキョウソウキョク-』（2023年3月1日 - 5日、中野 ザ・ポケット） - 主演・アサヒ 役（大地伸永とダブル主演）[30]
- ALPHA Entertainment×E-Stage Topia オドレシリーズ vol.3「ヨツバリベンジ」（2023年3月28日 - 31日、渋谷 伝承ホール） - 主演・赤松剣次郎 役（鷲尾修斗とダブル主演）
- POCCOPUBRE vol.1『朝ドラァ! -Good morning DRAG QUEEN!!-』（2023年11月22日 - 26日、シアターサンモール） - ヒロイン・ドラァグクイーンの恋人 役[31]
- E-Stage Topia プロデュース『VALENT』（2024年2月7日 - 11日、中野 ザ・ポケット） - 主演・甘見富雄 役（関根ささらとダブル主演）[32]
- な女〜現実世界と夢の狭間、ポップで奇妙な短編集〜 オムニバス・1「おどし玉」「ニコイチ」「運貯め師」（2024年4月10日 - 14日、シアター・アルファ東京）
- 舞台『淡海乃海-天下静謐の雫となりて-』（2024年5月29日 - 6月2日、草月ホール） - 重蔵 役[33]
- E-Stage Topia Produce 音楽劇『トランスミラー』（2024年12月25日 - 29日、新宿村LIVE） - 1号 役
- 断罪された悪役令嬢は、逆行して完璧な悪女を目指す（2025年3月26日 - 30日、CBGKシブゲキ!!） - リンジー公爵 役[34]
- 刀屋壱 慶次 クロアチアツアー（2025年4月8日、Japan in Briig / 4月11日・12日、Tuna Sushi & Wine Festival） - 藪塚蛇雄 役
- POCCOPUBURE「探偵はロングスリーパー -眠りの社交界と逆夢のアンダーグラウンド-」（2025年7月10日 - 13日、シアターサンモール） - 藤堂久志 役
- 神社で魅せる!侍演劇!～鎌倉権五郎物語～（2025年8月9日、御霊神社） - 主演・鎌倉権五郎景政 役 ※兼プロデューサー[35][36]
- わたあめ工場 15周年記念公演「丘ノマタ旅」（2025年9月25日 - 28日、シアターサンモール） - パキラ、ニボシ 役（一人二役）

### CM
- ソフトバンク - ダンサーとして出演
- メガネドラッグ
- ハウスウェルネスフーズ「C1000レモンウォーター」（2009年）
- すき家
- 青山商事「洋服の青山」
  - 「超下取りSALE」篇（2013年）
  - 「新春初売り」篇（2014年）
- ライジンジャパン「RAIZIN」（2014年）
- 長府製作所 （2014年 - 2015年）
  - 「エコフィール・ヒーロー」篇・「ユメリア・リゾート」篇・「エコキュート・カレー」篇・「エコジョーズ・おさる」篇
- バンダイ「トッキュウ6号変身シリーズ」（2014年）
- JTB「るるぶトラベル」 出張編・家族旅行編・出張&家族編（2015年） - 部下 役
- 南海電鉄 南海愛ドラマ「高野山」編（2016年）
- 日産自動車「NOTE e-POWER」（2017年） - TBS系ドラマ『カルテット』とのコラボCM
  - ドライブする男女4人篇・レストランに向かう男女4人篇・帰り道の男女4人篇・またレストランに来た男女4人篇

### PV
- 童子-T - スポット写真モデル
- Kダブシャイン
- DJ KOMORI「Heaven feat. Lil Eddie」（2013年）
- M feat. Noa「A Part Of Me feat. Noa」（2013年）

### スチール
- 日航ホテル
- 花王「ヘルシアウォーター」（2012年）